# 萨马藏
萨马藏（法語：Samazan，法語發音：[samazɑ̃]）是法国洛特-加龙省的一个市镇，位于该省西部，属于马尔芒德区。

## 地名
"萨马藏"一名来自高卢罗马人名“Samatianum”。

## 地理
萨马藏（44°26'2"N, 0°6'44"E）面积17.25 平方千米，位于法国新阿基坦大区洛特-加龍省，该省份为法国西南部内陆省份，北起多爾多涅省，西接吉倫特省和朗德省，南至热尔省，东临塔恩-加龙省和洛特省。
与萨马藏接壤的市镇（或旧市镇、城区）包括：加龙河畔富尔克、布格隆、盖兰、蒙普扬、圣马尔特。
萨马藏的时区为UTC+01:00、UTC+02:00（夏令时）。

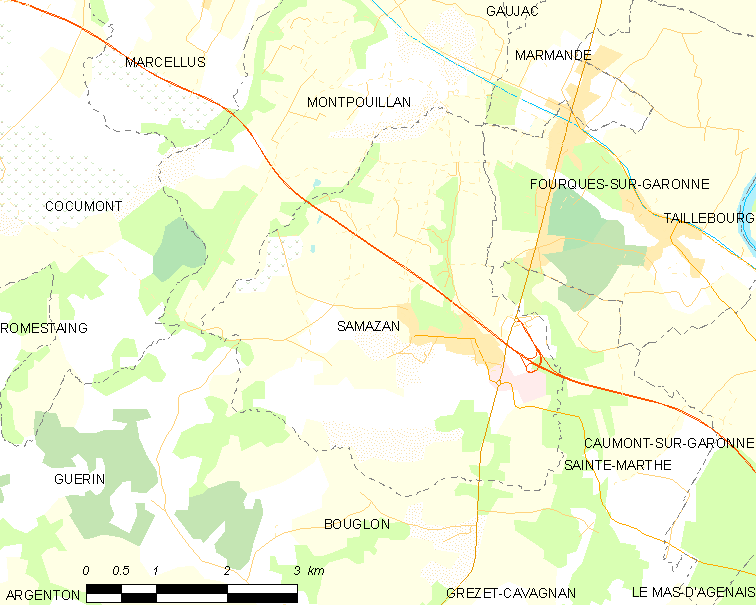
萨马藏的OSM定位图

## 行政
萨马藏的邮政编码为47250，INSEE市镇编码为47285。

## 政治
萨马藏所属的省级选区为马尔芒德第二县。

## 交通
法国国家A62号高速公路经过境内并设置5号出入口，可连通马尔芒德。此外洛特-加龙省省道D289线和D933线在境内交汇。

## 人口

1962-2008年间萨马藏人口变化图示

萨马藏于2022年1月1日时的人口数量为855人。